# Mâatkas
Mâatkas é uma cidade e comuna localizada na província de Tizi Ouzou, no norte da Argélia. Em 2008, sua população era de 32 121 habitantes.